# Chambre des représentants de Géorgie
Capitole de l'État de Géorgie, Atlanta
La Chambre des représentants de Géorgie (en anglais : Georgia House of Representatives) est la chambre basse de l'Assemblée générale de Géorgie, l'organe législatif de l'État américain de Géorgie.

## Système électoral
La chambre des représentants est composée de 180 sièges pourvus pour deux ans au scrutin uninominal majoritaire à deux tours dans autant de circonscriptions.

## Siège
La législature de Géorgie siège au Capitole situé à Atlanta.